# Out from the Dark
Out from the Dark este un demo al formației Mayhem. Este o repetiție înregistrată în primele luni ale anului 1991, dar lansată oficial abia în 1996. Este ultima înregistrare în care apare Dead.
Albumul a fost lansat în două versiuni: pe vinil roșu (limitat la 800 de copii) și pe vinil auriu (limitat la 1000 de copii).
În 2009 a fost lansat bootleg-ul Of Lord Satans Mysteries (limitat la 300 de copii). În broșură se susține faptul că este o înregistrare a unei repetiții din 1989, înregistrare care până atunci nu fusese lansată oficial. Acest lucru nu este adevărat, bootleg-ul fiind identic cu demo-ul Out from the Dark în afară de ordinea pieselor care este puțin modificată.

## Lista pieselor
1. "Pure Fucking Armageddon" - 02:59
2. "Funeral Fog" - 05:20
3. "Freezing Moon" - 06:13
4. "Buried By Time And Dust" - 05:32
5. "Deathcrush" - 03:22
6. "Chainsaw Gutsfuck" - 03:43
7. "Necrolust" - 03:18

## Personal
- Dead - vocal
- Euronymous - chitară
- Necrobutcher - chitară bas
- Hellhammer - baterie